# Lipophaga trispinosa
Lipophaga trispinosa es una especie de arácnido  del orden Solifugae de la familia Gylippidae.

## Distribución geográfica
Se encuentra en el sur de África.